# Luiz Henrique
Ne doit pas être confondu avec Luis Henrique (football, 2001).
Luiz Henrique, né le 2 janvier 2001 à Petrópolis, est un footballeur international brésilien qui évolue au poste d'ailier droit au Zénith Saint-Pétersbourg.

## Biographie

### Carrière en club
Né à Petrópolis, dans l'état de Rio de Janeiro, Luiz Henrique rejoint l'académie de Fluminense en 2012, à l'âge de 11 ans.
Il fait ses débuts en équipe senior le 12 août 2020, remplaçant Nenê en seconde période lors d'un match nul 1-1 à domicile contre Palmeiras en Série A.
Il forme alors avec son coéquipier Calegari un duo deux joueurs très prometteur, en club comme en sélection des moins de 20 ans,.

### Botafogo
Le 31 janvier 2024, John Textor, propriétaire d'Eagle Football et actionnaire majoritaire de Botafogo de Futebol e Regatas, annonce la signature de Luiz Henrique, après une répercussion médiatique de la plus grande signature alors actuelle du football brésilien, d'une valeur de 106,6 million de reais (environ 17 million d'euros). L'athlète jouera pendant une saison avec le maillot Botafogo.
Au Championnat d'État, contre Volta Redonda, lors du deuxième match de Botafogo, Luiz Henrique a touché son mollet et a quitté le terrain à la 32e minute de la seconde mi-temps. La blessure a été confirmée par Botafogo le 16 février, dans un communiqué officiel. Luiz Henrique n'est revenu jouer pour Botafogo que le 31 mars, lors de la victoire 2-0 contre Boavista, lors du deuxième match de la finale de la Coupe Rio. L'attaquant a joué pendant les 45 premières minutes.

## Carrière en sélection
Luiz est convoqué une première fois en équipe du Brésil des moins de 20 ans par André Jardine en novembre 2020, pour un tournoi quadrangulaire avec d'autres nations sudaméricaines, en préparation du Sudamericano 2021.
Il fait ainsi ses débuts en étant titularisé lors de la victoire 2-0 contre la Bolivie le 12 décembre 2020, le Brésil remportant par la suite la compétition,.
Son parcours en sélection est néanmoins freiné par la situation sanitaire mondiale, le tournoi continental prévu en janvier 2021 étant repoussé et le championnat mondial étant lui annulé.

## Statistiques

### En sélection nationale
| Saison                | Sélection             | Phases finales        | Phases finales | Phases finales | Phases finales | Éliminatoires CDM | Éliminatoires CDM | Éliminatoires CDM | Matchs amicaux | Matchs amicaux | Matchs amicaux | Total | Total | Total |
| Saison                | Sélection             | Compétition           | M              | B              | Pd             | M                 | B                 | Pd                | M              | B              | Pd             | M     | B     | Pd    |
| --------------------- | --------------------- | --------------------- | -------------- | -------------- | -------------- | ----------------- | ----------------- | ----------------- | -------------- | -------------- | -------------- | ----- | ----- | ----- |
| 2024-2025             | Brésil                | -                     | -              | -              | -              | 6                 | 2                 | 0                 | -              | -              | -              | 6     | 2     | 0     |
| Total sur la carrière | Total sur la carrière | Total sur la carrière | -              | -              | -              | 6                 | 2                 | 0                 | -              | -              | -              | 6     | 2     | 0     |

## Palmarès
Botafogo
- Copa Libertadores
  - Vainqueur en 2024
- Championnat du Brésil
  - Vainqueur en 2024